# Хемсворт, Лиам
Ли́ам Хе́мсворт (англ. Liam Hemsworth; род. 13 января 1990, Мельбурн, Австралия) — австралийский актёр, наиболее известный по своим ролям Джоша Тейлора в сериале «Соседи», Маркуса в сериале «Принцесса слонов», Гейла Хоторна в фильме «Голодные игры».

## Биография
Лиам Хемсворт родился 13 января 1990 года в Мельбурне, Австралия. Он младший из трёх братьев. Старшие братья Лиама, Крис Хемсворт и Люк Хемсворт, также стали актёрами.
Когда Хемсворту было 8 лет, он и его семья переехали на маленький остров Филипп. В марте 2009 года Хемсворт переехал в Соединённые Штаты, чтобы продолжить свою карьеру там. Он и его брат Крис остались в гостевом доме агента Криса Уильяма Ворда, прежде чем арендовать свою собственную квартиру в Лос-Анджелесе.

## Карьера
Лиам стал актёром в средней школе. Он прошёл своё первое прослушивание в возрасте шестнадцати лет и начал свою карьеру в 2007 году, участвуя в шоу «Home and Away» и «Дочери МакЛеода». 8 июля 2007 года Хемсворт начал сниматься в австралийском сериале «Соседи», где раньше снимался его брат Люк. В 2008 году Хемсворт начал сниматься на телевидении в детском сериале «Принцесса слонов», играя Маркуса, привлекательного гитариста. Также он сыграл небольшую роль в фильме «Знамение».
В 2009 году Хемсворт был выбран на роль союзника Сильвестра Сталлоне в фильме Сталлоне 2010 года «Неудержимые», но его персонажа убрали из сценария. Впоследствии он снялся в фильме «Последняя песня» по роману Николаса Спаркса с одноимённым названием. Он играл возлюбленного героини Майли Сайрус. Чуть позже снялся в клипе Майли Сайрус на песню из фильма «When I look at you», который был записан 16 августа 2009 года.
Было объявлено и впоследствии подтверждено, что Хемсворт будет сниматься в фильме «Арабские ночи», режиссёром которого станет Чак Рассел. Хемсворту также была предложена роль Исаака Гилдея в фильме «Возврат», спортивной драме с Деннисом Куэйдом.
Хемсворт был номинирован на премию Nickelodeon Australian Kids' Choice Awards 2010. Он и Майли Сайрус победили в номинации «Лучший поцелуй». В апреле 2011 года Лиам официально вошёл в актёрский состав экранизации бестселлера Сьюзен Коллинз «Голодные игры».
29 октября 2022 года представители Netfix объявили, что Хемсворт заменит исполнителя главной роли Генри Кавилла в четвертом и последующих сезонах сериала «Ведьмак».

## Личная жизнь
Летом 2009 года Лиам встречался со своей коллегой по фильму «Последняя песня» Майли Сайрус, дочерью известного исполнителя кантри Билли Рэя Сайруса. В конце мая 2012 года Лиам сделал Майли предложение, и в июне было объявлено о помолвке пары. В сентябре 2013 года пара рассталась. Осенью 2015 года возобновил отношения с Майли Сайрус. В январе 2016 года певица была замечена с тем же кольцом на пальце, подаренным Лиамом в 2012 году. 23 декабря 2018 года пара поженилась. 10 августа 2019 года появились слухи о расставании. 12 августа Лиам подтвердил их. В результате, пара официально оформила документы о разводе. Развод завершился в январе 2020 года.
После расставания с Сайрус Хемсворт завел отношения с австралийской моделью Габриэллой Брукс.

## Филантропия
Лиам — посол австралийского Фонда Детства. Он говорит об этом: «У меня были лучшие родители, какие только могут быть. Они работали в области защиты детей, и всегда давали мне поддержку. Мир — довольно пугающее место для детей, и важно, чтобы дом всегда был безопасным местом для них». Когда его спросили, считает ли он себя героем для детей, он ответил: «Я не знаю, герой ли я для детей, но я хотел бы им быть. Я хотел бы быть хорошим примером.».

## Фильмография
| Фильмы            | Фильмы                                     | Фильмы                                | Фильмы                            |
| Год               | Фильм                                      | Оригинальное название                 | Роль                              |
| ----------------- | ------------------------------------------ | ------------------------------------- | --------------------------------- |
| 2009              | Треугольник                                | Triangle                              | Виктор                            |
| 2009              | Знамение                                   | Knowing                               | Спенсер                           |
| 2010              | Последняя песня                            | The Last Song                         | Уилл Блейкли                      |
| 2012              | Голодные игры                              | The Hunger Games                      | Гейл Хоторн                       |
| 2012              | Молодые сердца                             | Love and Honor                        | Микки Райт                        |
| 2012              | Неудержимые 2                              | The Expendables 2                     | Билли «малыш» Тиммонс             |
| 2013              | Эмпайр-стейт                               | Empire State                          | Крис Потамитис                    |
| 2013              | Паранойя                                   | Paranoia                              | Адам Кэссиди                      |
| 2013              | Голодные игры: И вспыхнет пламя            | The Hunger Games: Catching Fire       | Гейл Хоторн                       |
| 2014              | Голодные игры: Сойка-пересмешница. Часть 1 | The Hunger Games: Mockingjay — Part 1 | Гейл Хоторн                       |
| 2014              | Кат Бэнк                                   | Cut Bank                              | Дуэйн Макларен                    |
| 2015              | Голодные игры: Сойка-пересмешница. Часть 2 | The Hunger Games: Mockingjay — Part 2 | Гейл Хоторн                       |
| 2015              | Месть от кутюр                             | The Dressmaker                        | Тедди Максуини                    |
| 2016              | День независимости: Возрождение            | Independence Day: Resurgence          | Джейк Моррисон                    |
| 2016              | Дуэль                                      | The Duel                              | Дэвид Кингстон                    |
| 2019              | Ну разве не романтично?                    | Isn’t It Romantic                     | Блейк                             |
| 2020              | Криминальные боссы                         | Arkansas                              | Кайл Рибб                         |
| 2022              | Покерфейс                                  | Poker Face                            | Михаэль Нэнкервис                 |
| 2024              | Территория зла                             | Land of Bad                           | сержант Джей Джей «Плэйбой» Кинни |
| Телевидение       |                                            |                                       |                                   |
| Год               | Сериал                                     | Оригинальное название                 | Роль                              |
| 2007              | Домой и в путь                             | Home and Away                         | эпизод                            |
| 2007              | Дочери МакЛеода                            | McLeod’s Daughters                    | Деймон                            |
| 2007-2008         | Соседи                                     | Neighbours                            | Джош Тейлор                       |
| 2008-2009         | Принцесса слонов                           | The Elephant Princess                 | Маркус                            |
| 2009              | Наслаждение(с)                             | Satisfaction                          | Марк                              |
| 2020              | Самая опасная игра                         | Most Dangerous Game                   | Додж Тайнс                        |
| Музыкальные клипы |                                            |                                       |                                   |
| Год               | Название                                   | Исполнитель                           | Роль                              |
| 2009              | «When I Look at You»                       | Майли Сайрус*                         |                                   |

## Награды
| Награды | Награды   | Награды                                         | Награды                                                                        | Награды         |
| Год     | Результат | Награда                                         | Номинация                                                                      | Проект          |
| ------- | --------- | ----------------------------------------------- | ------------------------------------------------------------------------------ | --------------- |
| 2013    | Победа    | People’s Choice Awards                          | Favorite On-Screen Chemistry (вместе с Дженнифер Лоуренс и Джошем Хатчерсоном) | Голодные игры   |
| 2012    | Победа    | Teen Choice Awards                              | Choice Movie: Male Scene Stealer                                               | Голодные игры   |
| 2012    | Номинация | Teen Choice Awards                              | Choice Male Hottie                                                             | Голодные игры   |
| 2012    | Номинация | MTV Movie Awards                                | Прорыв года                                                                    | Голодные игры   |
| 2010    | Победа    | Молодой Голливуд                                | Прорыв года                                                                    | Последняя песня |
| 2010    | Победа    | Teen Choice Awards                              | Choice Movie: Male Breakout                                                    | Последняя песня |
| 2010    | Номинация | Teen Choice Awards                              | Choice Movie: Liplock (Shared with Miley Cyrus)                                | Последняя песня |
| 2010    | Номинация | Teen Choice Awards                              | Choice Movie: Drama                                                            | Последняя песня |
| 2010    | Номинация | Teen Choice Awards                              | Choice Movie: Chemistry                                                        | Последняя песня |
| 2010    | Победа    | Nickelodeon Australian Kids' Choice Awards 2010 | Kids Choice: Fave kiss                                                         | Последняя песня |